# جاكي روبنسون (لاعب كرة سلة مواليد 1927)
جاكي روبنسون (بالإنجليزية: Jackie Robinson)‏ مواليد 26 أبريل 1927 في فورت وورث، هو لاعب كرة سلة أمريكي معتزل. بلغ طوله 6 قدم 0 بوصة (1.8 م). مثّل منتخب بلاده. شارك في دورة الألعاب الأولمبية الصيفية سنة 1948.

## الميداليات
| الميدالية | المسابقة                       |
| --------- | ------------------------------ |
| ذهبية     | الألعاب الأولمبية الصيفية 1948 |

## روابط خارجية
- جاكي روبنسون على موقع الاتحاد الدولي لكرة السلة (الإنجليزية)
- جاكي روبنسون على موقع سبورتس رفرنس (الإنجليزية)
- جاكي روبنسون على موقع اللجنة الأولمبية الدولية (الإنجليزية)
- جاكي روبنسون على موقع أوليمبيديا (الإنجليزية)